# Schairem
Schairem (kasachisch Жайрем) ist eine Siedlung im Gebiet Ulytau in Kasachstan.
Der Ort mit 9382 Einwohnern ist der Verwaltung der Stadt Qaraschal unterstellt.
Die Postleitzahl ist 100702.

## Geschichte
Früher trug die Siedlung den Namen Кармакчи/Karmaktschi.